# Zliten
Zliten (arabiska: زليتن) är en ort i Libyen.   Den ligger i distriktet Misratah, i den nordvästra delen av landet, 140 km öster om huvudstaden Tripoli. Zliten ligger 9 meter över havet och antalet invånare är 109 972.
Terrängen runt Zliten är platt. Havet är nära Zliten åt nordost. Runt Zliten är det ganska tätbefolkat, med 67 invånare per kvadratkilometer. Det finns inga andra samhällen i närheten. Trakten runt Zliten består till största delen av jordbruksmark.